# Ishida Reisuke
Ishida Reisuke (japanisch 石田 礼助; geboren 20. Februar 1886 in Matsuzaki (Präfektur Shizuoka); gestorben 27. Juli 1978) war ein japanischer Manager und von 1963 bis 1969 Präsident der Japanischen Staatsbahn (Japan National Railways).

## Leben und Wirken
Ishida Reisuke nahm 1907 seine Arbeit bei Mitsui Bussan auf. Er leitete Außenstellen in Seattle, Bombay und New York. 1936 wurde er geschäftsführender Direktor, 1939 Vorstandsvorsitzender. 1941 wandte er sich gegen den Pazifikkrieg und verließ Mitsui Bussan. Mit der Gründung des „Handelskorps“ (交易営団, Kōeki Eidan) im Jahr 1943 wurde er dessen Präsident.
Nach dem Zweiten Weltkrieg wurde durch die Alliierten sein Ausschluss von allen öffentlichen Ämtern verfügt. Dieses Verbot wurde 1951 aufgehoben. Ishida wurde 1956 Vorsitzender des Rechnungsprüfungsausschusses der Japanischen Staatsbahn und 1963 deren Präsident. Er nannte sich selbst „Junger Soldat“ und steigerte die Rentabilität der Bahn, indem er die Tokaido-Shinkansen-Linie eröffnete, mit dem Bau der Verlängerung, des San’yō-Shinkansen begann und die Zahl der Schnellzüge im ganzen Land erhöhte. Ishida setzte sich für Reformen ein, wie die Abschaffung von Freifahr-Ausweisen für Angehörige der Mitarbeiter und für das Verbot von freiem Golf. 1969 trat er in den Ruhestand. Zu seinen weiteren Aussprüchen gehörte „Zuverlässig als Verbündeter und furchteinflößend als Feind“.